# Inga Thelander
Inga Thelander, född Malmgren den 12 augusti 1915 i Tumba, död 3 maj 1961 i Stockholm, var en svensk deckarförfattare.

## Biografi
Inga Thelander genomgick Etisk-Pedagogiska Institutet i Uppsala och bedrev sedan språkstudier i England och Tyskland. Hon arbetade som frilansjournalist och debuterade som deckarförfattare 1953. Hon var gift med arkitekten Bengt Thelander och fick tillsammans med honom tre barn.
Inga Thelanders debutroman, Gift eller inte?, 1953, var en traditionell pusseldeckare i linje med de flesta andra svenska detektivromaner från samma tid. Debuten fick fina vitsord men redan med den andra romanen, Eldfängt byte, 1954, visade Inga Thelander sidor som avvek från normerna för svenska pusseldeckare. Hennes intresse för sina gestalters psykologi framträdde mer och mer och till formen liknade hennes kriminalromaner alltmer andra litterära prosagenrer i det att de inte bara intresserade sig för gåtans upplösning. Detta kom så småningom kritikerna att uppmuntra Inga Thelander att gå över till att skriva ”riktiga” romaner hellre än att fortsätta som deckarförfattare.
Två av Inga Thelanders uppmärksammade detektivromaner är Blues för en blond dam, 1957, och Eldfågeln, 1959. I den förra skildras mordgåtan utifrån ett djuppsykologiskt porträtt av offret, gjort av hennes efterlevande manlige vän. Ur detta porträtt framgår feministisk kritik mot ett samhälle som inte kan hantera starka kvinnor. I Eldfågeln introduceras kommissarie Beck – en namne till Maj Sjöwalls och Per Wahlöös senare figur, Martin Beck. Liksom Sjöwall/Wahlöös Beck är kommissarien i Inga Thelanders deckare en frånskild pappa med ett kontemplativt sätt att betrakta mordgåtan.
En del såg särskilt Inga Thelanders senare romaner, Flickan i det gröna, 1960, och Regnbågen, 1961, som bevis för att hon var på väg bort från deckargenren när hon istället rycktes bort. Flickan i det gröna behandlade narkomani och Regnbågen var en psykologisk relationsroman. Samtliga av Inga Thelanders böcker fick överlag positiv kritik och hennes författarskap ansågs generellt löftesrikt.
Inga Thelander avled efter en kort tids sjukdom i maj 1961, vid 45 års ålder. Hon är begravd på Botkyrka kyrkogård.